# Hurghadai nemzetközi repülőtér
A hurghadai nemzetközi repülőtér (IATA: HRG, ICAO: HEGN) (arabul: مطار الغردقة الدولي) Hurghada nemzetközi repülőtere. Egyiptom második legnagyobb forgalmú reptere (a kairói nemzetközi repülőtér után); Afrika tíz legforgalmasabb repülőterének egyike. Az AMC Airlines és a Nesma Airlines bázisa; számos, nyaralókat szállító európai járat is használja. A repülőtér Hurghada belvárosától, El Dahartól 5 km-re délnyugatra fekszik.

## Terminálok

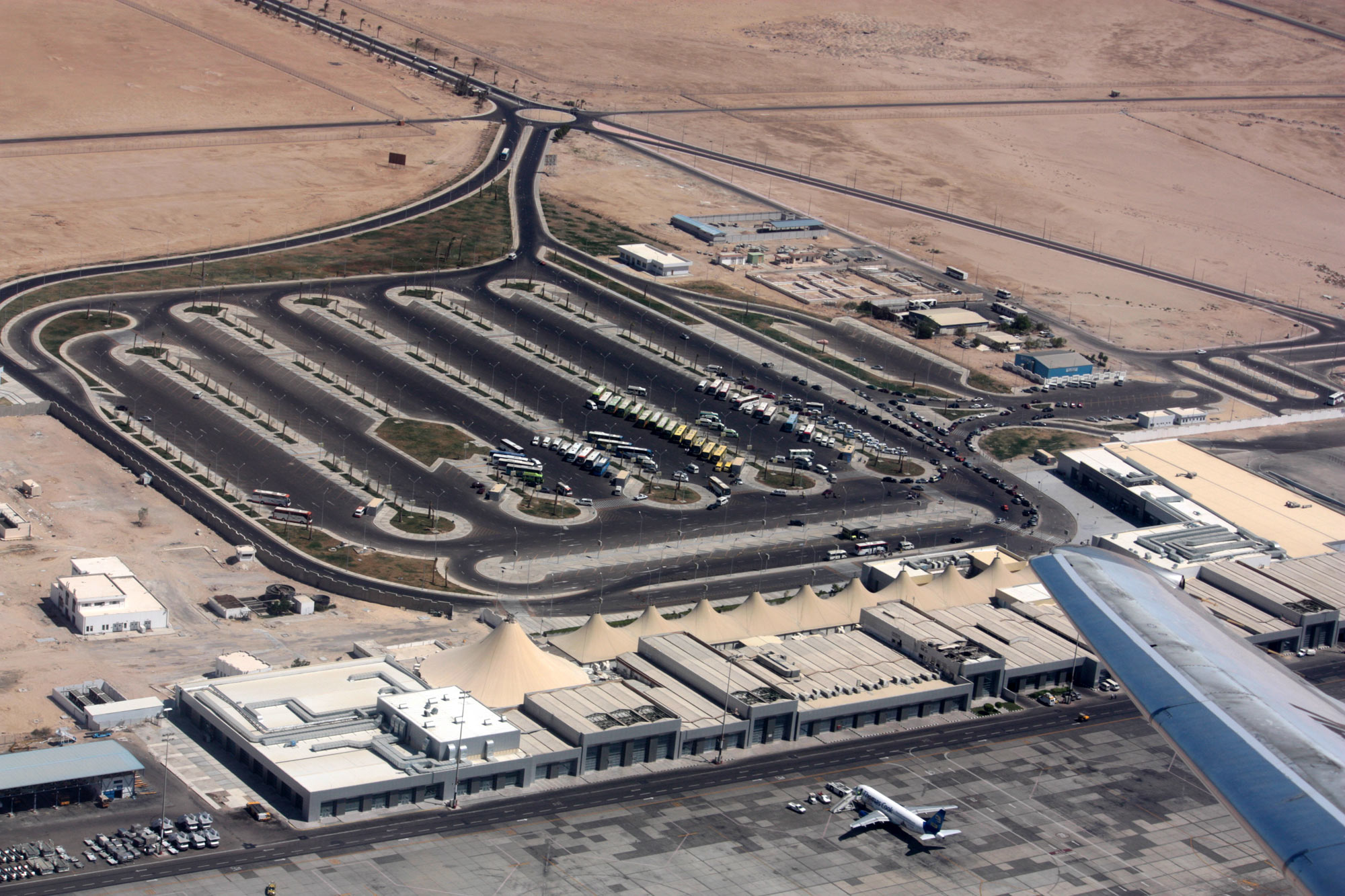
A repülőtér felülnézetből

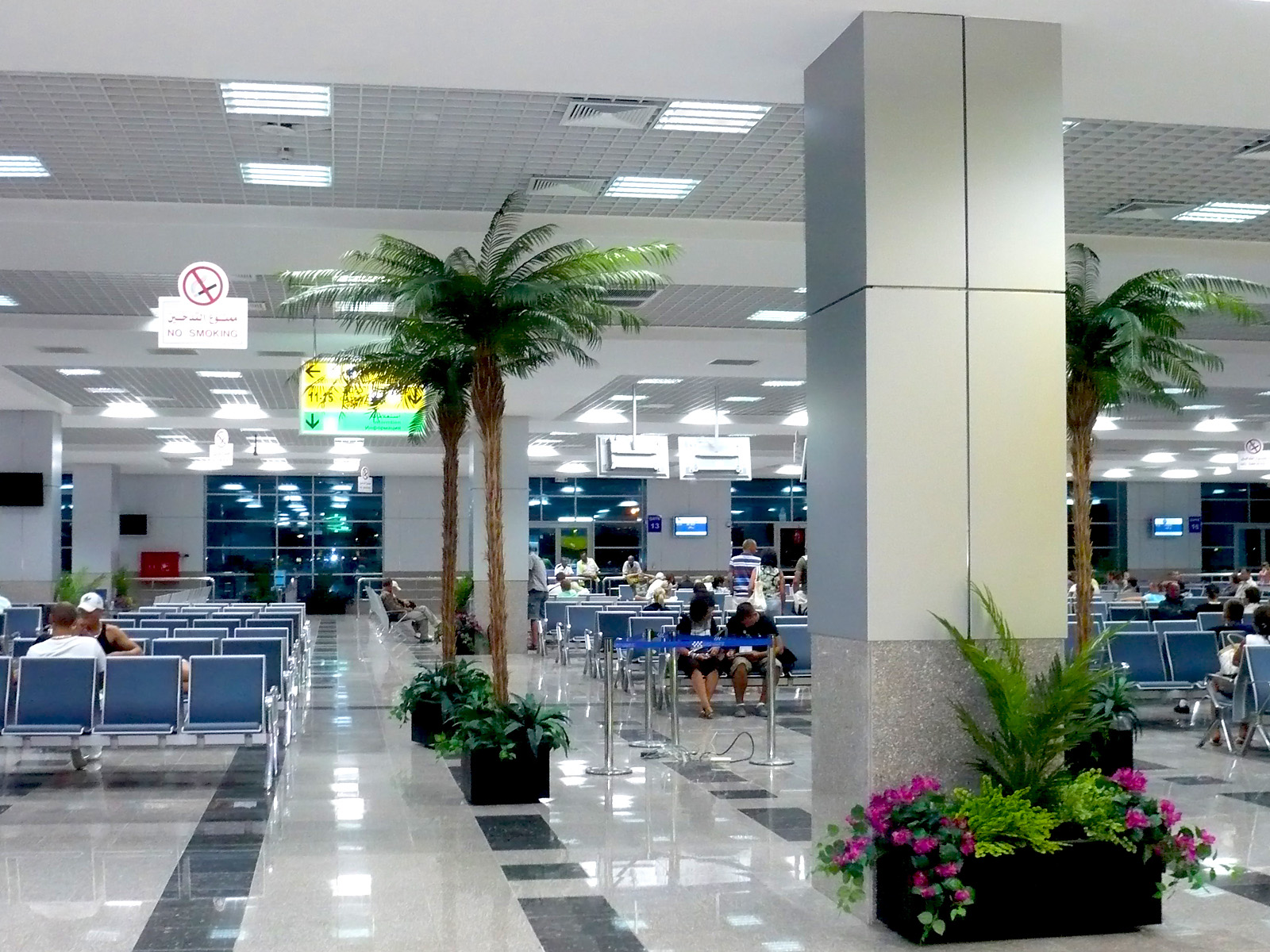
Az indulási szint

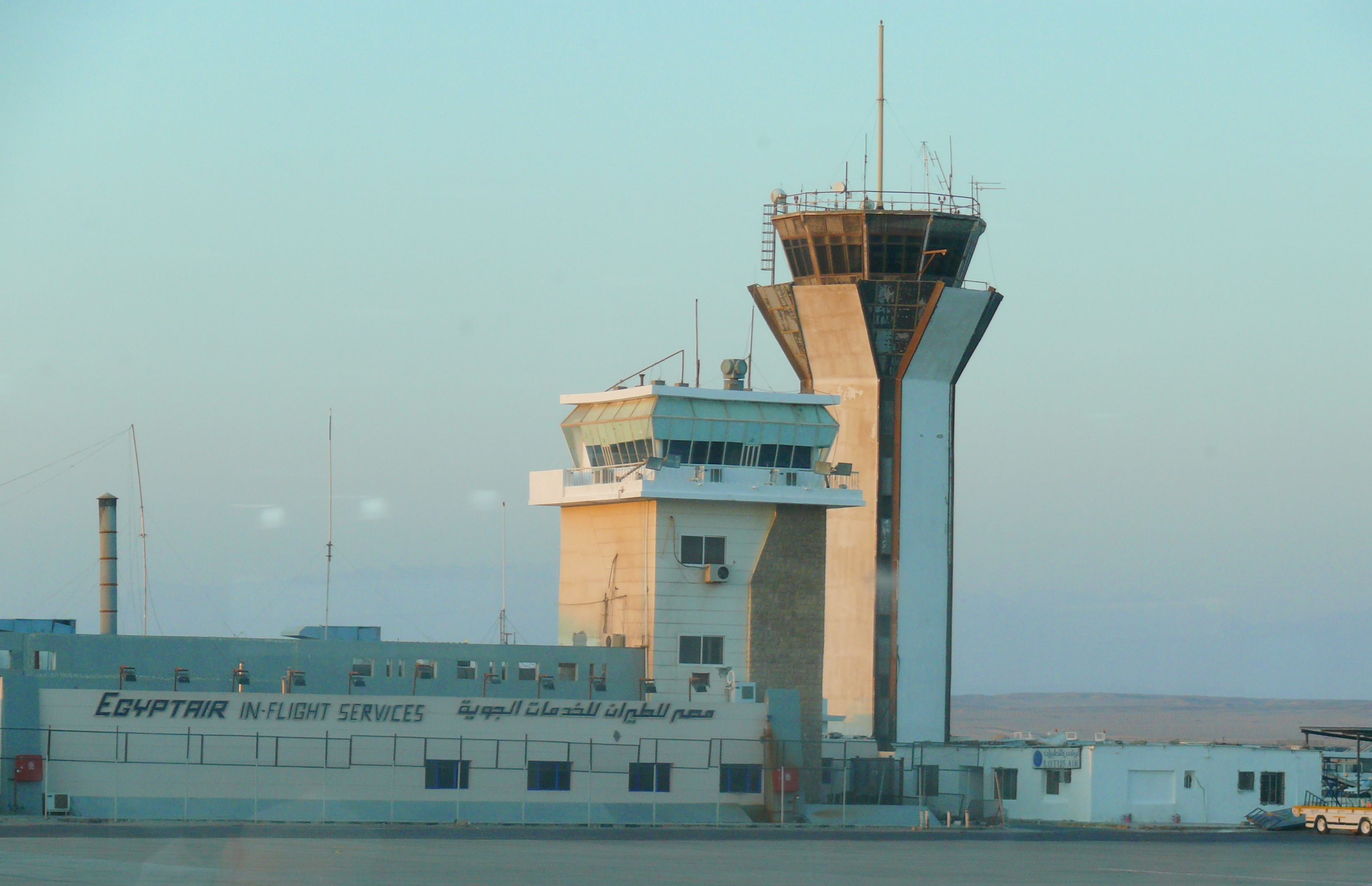
Az irányítótorony

A repülőtér jelenleg két terminállal rendelkezik. Az új terminálkomplexum építése 335 millió dollárba került, melyet nagyrészt az Arab Alap a Gazdasági Fejlődésért finanszírozott. Egyiptom repülésügyi minisztere, Hosszam Kamal azt nyilatkozta, a repülőtér évente 13 millió utas kiszolgálására képes. A terminált Abd el-Fattáh esz-Szíszi elnök avatta fel 2014. december 17-én. Teljes területe 92 000 m² három szinten; 72 checkin-pulttal és 20 beszállítókapuval rendelkezik.
2022-ben a repülőtéren áthaladó teljes utasforgalom 7,2 millió fő volt.

## Közlekedése
A repülőtéren bérelhető autó, emellett taxi, turistataxi és minibusz is indul.

## Légitársaságok és úti célok
| Légitársaság                          | Célállomások | Terminál |
| ------------------------------------- | --- | -------- |
| Adria Airways                         | Ljubljana | 2        |
| Air Cairo                             | Belgrád, Billund, Düsseldorf, Hannover, Katowice, Koppenhága, Oslo-Gardermoen, Pozsony, Prága, Stuttgart, Varsó-Chopin | 2        |
| Air Leisure                           | Charter: Peking-Főváros, Sanghaj-Putung                                                                                | 1        |
| Aviolet üzemeltető: Air Serbia        | Szezonális charter: Belgrád                                                                                            | 2        |
| Condor                                | Berlin-Schönefeld, Düsseldorf, Frankfurt, Hamburg, Hannover, Leipzig/Halle, München, Stuttgart                         | 1        |
| Corendon Dutch Airlines               | Amszterdam | 1        |
| easyJet                               | London-Gatwick | 1        |
| easyJet Switzerland                   | Genf | 1        |
| Edelweiss Air                         | Zürich | 2        |
| EgyptAir                              | Kairó Szezonális charter: Kolozsvár                                                                                    | 2        |
| EgyptAir Express                      | Alexandria-Borg el Arab, Kairó, Sarm es-Sejk                                                                           | 2        |
| Germania                              | Bréma Szezonális: Drezda, Erfurt/Weimar, Hamburg, Nürnberg (2017. május 4-től), Rostock                                | 1        |
| Edelweiss Air                         | Zürich | 2        |
| Eurowings üzemeltető: Germanwings     | Szezonális: Hannover                                                                                                   | 1        |
| Helvetic Airways                      | Zürich | 2        |
| Jet Time                              | Charter: Koppenhaga | 2        |
| Nile Air                              | Kairó | 2        |
| Novair                                | Charter: Göteborg | 1        |
| Pegasus Airlines                      | Isztambul-Sabiha Gökçen                                                                                                | 2        |
| Small Planet Airlines                 | Charter: Gdańsk, Katowice, Vilnius                                                                                     | 2        |
| SmartWings üzemeltető: Travel Service | Szezonális: Brno (2017. május 6-tól)                                                                                   | 1        |
| SunExpress Deutschland                | Düsseldorf, Frankfurt, München, Stuttgart                                                                              | 1        |
| Thomas Cook Airlines                  | Birmingham, London-Gatwick, Newcastle, Manchester Szezonális: Glasgow                                                  | 1        |
| Thomas Cook Airlines Scandinavia      | Charter: Koppenhága, Stockholm-Arlanda                                                                                 | 1        |
| Thomson Airways                       | Birmingham, London-Gatwick, Manchester                                                                                 | 1        |
| Transavia                             | Amszterdam, Eindhoven                                                                                                  | 2        |
| Travel Service Airlines               | Szezonális: Pozsony, Brno, Budapest, Kassa, Ostrava, Prága                                                             | 2        |
| TUI Airlines Netherlands              | Charter: Amszterdam | 1        |
| TUIfly                                | Düsseldorf, Frankfurt, Hannover, München, Stuttgart                                                                    | 1        |
| TUIfly Belgium                        | Brüsszel Szezonális: Brüsszel-Charleroi                                                                                | 1        |
| Turkish Airlines                      | Isztambul-Atatürk | 1        |

## Forgalom
Az utasforgalom az elmúlt években az alábbi módon változott:
| Utasok száma | 1 112 531 | 1 215 325 | 2 926 148 | 4 575 874 | 5 947 616 | 8 062 652 | 5 782 566 | 2 886 541 | 7 502 655 | 7 165 609 |
|              | 1995      | 1998      | 2001      | 2004      | 2007      | 2010      | 2013      | 2016      | 2019      | 2022      |

## További hivatkozások
- Egyiptom repülőtereinek listája

## Fordítás
- Ez a szócikk részben vagy egészben  a   Hurghada International Airport című angol Wikipédia-szócikk ezen változatának fordításán alapul.  Az eredeti cikk szerkesztőit annak laptörténete sorolja fel. Ez a jelzés csupán a megfogalmazás eredetét és a szerzői jogokat jelzi, nem szolgál a cikkben szereplő információk forrásmegjelöléseként.